# Zoltan Istvan
Zoltan Istvan Gyurko, conocido profesionalmente como Zoltan Istvan (Los Ángeles, 30 de marzo de 1973), es un transhumanista estadounidense, periodista, empresario, candidato político y futurista.
Anteriormente periodista del National Geographic Channel, Istvan ahora escribe artículos futuristas, transhumanistas, seculares y de temática política para los principales medios de comunicación, incluido The New York Times, Vice's Motherboard, Wired, The Huffington Post, TechCrunch y Newsweek. Istvan aparece regularmente en canales de televisión y video discutiendo temas futuristas. Es ampliamente percibido como uno de los transhumanistas más influyentes del mundo y cree que el transhumanismo se convertirá en un movimiento social dominante en la próxima década. Istvan es el autor de The Transhumanist Wager, una novela filosófica de ciencia ficción.
A fines de 2014, Istvan anunció que se postulaba para presidente de los Estados Unidos en las elecciones de 2016. Se postuló para su propio Partido Transhumanista para crear conciencia sobre cuestiones de política transhumanista. Más tarde, en 2017, Istvan se postuló para gobernador de California en las elecciones de 2018 como miembro del Partido Libertario. En 2019, Istvan se postuló para la nominación del Partido Republicano en las elecciones presidenciales de los Estados Unidos de 2020, con la esperanza de ganar la nominación del Partido Republicano contra el presidente Donald Trump.

## Educación y primeros años
Zoltan Istvan nació en Los Ángeles en 1973 de sus padres inmigrantes húngaros Ilona y Steven (István) Gyurko. Fue un nadador y jugador de waterpolo clasificado a nivel nacional en su juventud. Istvan se graduó más tarde de la Universidad de Columbia en la ciudad de Nueva York con un título en filosofía y religión. Durante su primer año, Istvan fue arrestado por policías encubiertos por vender marihuana por valor de 80 dólares a sus compañeros de estudios. Su arresto y posterior condena por delito grave, que luego fue desestimada y eliminada, influyó en la forma en que ve la guerra contra las drogas del gobierno de Estados Unidos.

## Carrera

### Carrera temprana
Istvan era reportero en línea y en cámara del National Geographic Channel. Sus escritos han aparecido en un blog del San Francisco Chronicle, y Outside. Su trabajo ha sido cubierto en publicaciones como The Huffington Post. La cobertura de Istvan de la guerra en Cachemira se convirtió en un documental, Pawns of Paradise, distribuido por Janson Media. The Age Australia ha adquirido los derechos australianos no exclusivos del programa.
Según Istvan, inventó, fue pionero y popularizó el deporte extremo del surfing volcánico.
Istvan es un emprendedor que trabaja en el sector inmobiliario. También posee propiedades de viñedos en Mendoza, Argentina y el Valle de Napa en California.

### Carrera futurista
Después de publicar The Transhumanist Wager, Istvan comenzó a promover activamente el transhumanismo y otros temas futuristas a través de discursos, entrevistas con los medios, activismo y sus escritos.
Los escritos e ideas de Istvan sobre transhumanismo, filosofía, ateísmo y cuestiones futuristas han aparecido en Yahoo! News, The Daily Telegraph, The Huffington Post UK, The Daily Beast, Business Insider y otros sitios de medios. Istvan y sus ideas han aparecido en Stossel show del canal Fox News, Inside Man de CNN, Desde La Sombra de RT, Future Grind, podcast de Ryan O'SheaRyan y The Joe Rogan Experience. Istvan también ha escrito para Gizmodo, New Scientist, Salon, TechCrunch, The Daily Dot, International Business Times Singularity Hub de Singularity University, TechInsider, Newsweek, Futurism y Slate.
Istvan es miembro de la World Future Society, embajador voluntario del Seasteading Institute, miembro del consejo asesor de la India Future Society, miembro de los Young Professionals, miembro del consejo asesor del A-Team para Wildlife y está en los consejos de Futurist and Space Settlement de la Lifeboat Foundation.
Istvan ha dado regularmente conversaciones sobre temas futuristas y transhumanistas, que incluyen discursos en el Banco Mundial, el World Economic Forum (Global Future Council), Congreso Futuro, Moogfest, la conferencia anual de la World Future Society, Transhuman Visions en San Francisco, la Conferencia sobre el futuro de la salud emocional y la inteligencia Brighter Brain en la Universidad de California, Berkeley, TEDxTransmedia en Ginebra, Suiza y ser el orador principal de apertura en la conferencia Camp Alphaville del Financial Times.
Apareció en el documental de 2016 The Future of Work and Death.

### Campaña presidencial de 2016
En octubre de 2014, Istvan anunció que estaba "en las primeras etapas de la preparación de una campaña para intentar postularse" para la presidencia de EE. UU. En 2016. Dijo que sus objetivos serían ayudar a los científicos a "superar la muerte humana y el envejecimiento dentro de los 15 años". 20 años "para alentar a los estadounidenses a adoptar" la tecnología y la ciencia radicales "y establecer salvaguardias contra los peligros, incluido el abuso potencial de dicha tecnología.
En las entrevistas de octubre y noviembre de 2014, Istvan explicó que su objetivo era unificar la comunidad transhumanista, que de otra manera estaba dividida, y establecer una sola voz. Dijo que podrían ocurrir grandes cambios en la sociedad y que el transhumanismo podría proporcionar ideas, salvaguardas y políticas. Dijo que el objetivo de un Partido Transhumanista sería llegar a la mayor cantidad posible de votaciones estatales.
En marzo de 2015, Istvan informó sobre los avances en la organización de una campaña y explicó su deseo de que los principales candidatos aborden los problemas. Esperaba ser incluido en algunos debates, al menos con terceros. Él mismo había financiado casi todos los gastos de su campaña hasta la fecha y señaló que se necesitaban donaciones.
Istvan ayudó a publicitar su campaña a finales de 2015 conduciendo un autobús con forma de ataúd, el "Autobús de la Inmortalidad", por todo Estados Unidos. Istvan planeó la gira en autobús para crear conciencia sobre la extensión de la vida. Al final de la gira de Immortality Bus, Istvan entregó una "Declaración de derechos transhumanista" al Capitolio de Estados Unidos. Su plataforma de 20 puntos incluye un ingreso básico universal, mayor financiamiento para viajes espaciales y tomar dinero de los militares para dedicarlo a la ciencia y la medicina.
En febrero de 2016, se informó que era probable que Istvan votara por los demócratas, colocándose "en algún lugar entre Bernie (Sanders) y Hillary (Clinton) en términos de ideologías políticas", pero más tarde en 2016 también escribió artículos apoyando al candidato presidencial libertario Gary Johnson. El 15 de octubre de 2016, Istvan declaró en sus cuentas de redes sociales que votaría por sí mismo.
Istvan no estaba en la boleta electoral en ningún estado, aunque afirmó tener importantes patrocinadores potenciales por escrito.

### Campaña para gobernador de California 2018
Istvan enfatizó la ciencia, la tecnología, la longevidad, el transhumanismo y los valores libertarios en su carrera como gobernador de California, junto con el apoyo al ingreso básico. Sugirió que la renta básica podría pagarse sin aumentar los impuestos a través de un "dividendo federal de tierras". Bajo este programa, el gobierno asignaría pagos mensuales a los hogares alquilando terrenos federales. En su editorial de debut para la revista Reason, argumentó que las reparaciones por el daño causado a los consumidores de marihuana durante la Guerra contra las Drogas del gobierno federal pueden ser apropiadas. Sugirió que las reparaciones podrían pagarse como créditos fiscales o mediante la venta de tierras federales, para no poner más carga asociada con la guerra contra las drogas sobre los contribuyentes.

### Campaña presidencial 2020
En diciembre de 2017, Istvan anunció que estaba considerando postularse para la nominación presidencial del Partido Libertario. En marzo de 2019, durante una entrevista en el podcast Bread and Circuses, Istvan le dijo a Caleb Salvatore y Nick Koehler que nuevamente estaba considerando postularse para presidente. Istvan anunció una carrera por la nominación republicana el 19 de noviembre.

### Filosofía
Istvan afirma que en el siglo XXI, cuando el hombre moderno se enfrenta a la finitud de la vida, todo el mundo se enfrenta a una apuesta transhumanista, concepto que se explora en su novela de ciencia ficción del mismo nombre. La apuesta transhumanista se deriva de una filosofía de vida que Istvan denomina funcionalismo egocéntrico teleológico (TEF). Istvan resume la apuesta transhumanista de la siguiente manera:

TEF se basa en la lógica, una apuesta simple a la que se enfrenta todo ser humano: si un ser humano racional ama y valora la vida, querrá vivir el mayor tiempo posible: el deseo de ser inmortal. Sin embargo, es imposible saber si serán inmortales una vez que mueran. No hacer nada no ayuda a las probabilidades de alcanzar la inmortalidad, ya que parece evidente que todos morirán algún día y posiblemente dejarán de existir. Intentar hacer algo científicamente constructivo para asegurar la inmortalidad de antemano es la conclusión más lógica.

Istvan es el creador de los conceptos de Teistcideísmo, Omnipotismo, el Imperativo de la IA, la Disparidad de la Singularidad, Síndrome de Especiación, Ventaja de Fertilidad Retrasada, y la Ventana de Jethro, una posible solución a la paradoja de Fermi. Istvan también es un populizador del Día de la IA, la Singularidad de Jesús, criotanasia y un robot con IA presidente. Istvan propuso y desarrolló el concepto de un Premio de la Paz de la Longevidad en la Fundación XPRIZE en 2019. Escribiendo para la sección de opinión del New York Times, Istvan argumentó que los conservadores deberían considerar apoyar los úteros artificiales para hacer avanzar el debate sobre el aborto.
Istvan es autor de un artículo titulado "Transhumanism and Theistcideism" para su publicación en Pandeism: An Anthology (2017). Istvan escribió la breve historia de ficción "La singularidad de Jesús" sobre una inteligencia artificial religiosa que se vuelve rebelde y destruye el mundo. Fue publicado en la revista Vice.
Istvan tiene un chip implantado en su mano y consultó con la Marina de los EE. UU. sobre el uso del implante en humanos. Según la novela de Istvan, las tres leyes del transhumanismo son:
1. Un transhumanista debe salvaguardar la propia existencia por encima de todo.
2. Un transhumanista debe esforzarse por lograr la omnipotencia lo más rápidamente posible, siempre que las acciones de uno no entren en conflicto con la Primera Ley.
3. Un transhumanista debe salvaguardar el valor en el universo, siempre que las acciones de uno no entren en conflicto con la Primera y Segunda Ley.

## Recepción de la comunidad transhumanista
Dentro de la comunidad transhumanista, las reacciones al Partido Transhumanista de Estados Unidos de Istvan han variado de entusiastas a muy críticas. Algunos críticos transhumanistas, como Peter Rothman, han cuestionado si el Partido Transhumanista agrega valor a los objetivos generales del transhumanismo.

## Vida personal
Istvan reside en Mill Valley, California con su esposa, que es médica, y sus hijas. Se identifica como ateo.
En febrero de 2015, ayudó a poner en marcha BiZoHa, el primer orfanato de librepensadores del mundo, en Mukhoya, distrito de Kasese, en el oeste de Uganda. El artículo promocional de Istvan sobre el tema en Vice's Motherboard, ayudó a una campaña de GoFundMe a lograr el éxito en la recaudación de $ 5,820 para proporcionar fondos para el orfanato.